# Capitonidae
Capitonidae Bonaparte, 1838 è una famiglia di uccelli dell'ordine dei Piciformi.

## Tassonomia
In passato veniva considerata una sottofamiglia (Capitoninae) della famiglia Ramphastidae; recentemente è stata elevata al rango di famiglia a sé stante.
Comprende 2 generi e 15 specie:
- Genere Capito
  - Capito aurovirens (Cuvier, 1829) - barbetto caposcarlatto
  - Capito wallacei O'Neill, Lane, Kratter, Capparella & Fox, 2000 - barbetto bandascarlatta
  - Capito fitzpatricki Seeholzer et al, 2012 - barbetto del Sira
  - Capito maculicoronatus Lawrence, 1861 - barbetto capomacchiato
  - Capito squamatus Salvin, 1876 - barbetto frontearancio
  - Capito hypoleucus Salvin, 1897 - barbetto mantobianco
  - Capito dayi Cherrie, 1916 - barbetto fascianera
  - Capito brunneipectus Chapman, 1921 - barbetto pettobruno
  - Capito niger (Statius Müller, 1776) - barbetto macchienere
  - Capito auratus (Dumont, 1805) - barbetto dorato
  - Capito quinticolor Elliot, 1865 - barbetto cinquecolori
- Genere Eubucco
  - Eubucco richardsoni (G.R.Gray, 1846) - barbetto golalimone
  - Eubucco bourcierii (Lafresnaye, 1845) - barbetto testarossa
  - Eubucco tucinkae (Seilern, 1913) - barbetto monaco
  - Eubucco versicolor (Statius Müller, 1776) - barbetto versicolore